# کوتوف ۸۲۴۶
سیارک ۸۲۴۶ (به انگلیسی: 8246 Kotov، نامگذاری:1979QT8) هشت هزار و دویست و چهل و ششمین سیارک کشف شده‌است که در ۲۰ اوت ۱۹۷۹ کشف شد.
قدر مطلق سیارک برابر ۱۴٫۲۰ است.